# Relations entre l'Azerbaïdjan et l'Italie
Les relations italo-azerbaïdjanaises font référence aux relations bilatérales entre l'Azerbaïdjan et l'Italie. L'Azerbaïdjan a une ambassade à Rome, l'Italie a une ambassade à Bakou. Les deux pays sont membres à part entière du Conseil de l'Europe et de l'Organisation pour la sécurité et la coopération en Europe (OSCE).

## Histoire

### République démocratique d'Azerbaïdjan
La guerre russo-persane a eu pour résultat l'invasion du territoire azerbaïdjanais actuel par l'empire russe. Après la chute de l'empire russe, la République démocratique d'Azerbaïdjan a créé le premier État démocratique et laïc de tout le monde musulman. L’Italie est l’un des pays qui a pu établir des relations diplomatiques avec l’Azerbaïdjan. L’Italie a ouvert son consulat et son bureau militaire à Bakou. Durant cette période, des visites officielles de la délégation azerbaïdjanaise en Italie et de la délégation italienne en Azerbaïdjan ont été effectuées.

### Relations politiques récentes
L’Italie a reconnu l’indépendance de l’Azerbaïdjan par l’Union soviétique le 1er janvier 1992. Les relations diplomatiques entre les deux pays ont été établies le 8 mai 1992. La première ambassade d’Italie parmi les républiques du Caucase du Sud a été ouverte en Azerbaïdjan en 1997. L’Azerbaïdjan en Italie fonctionne depuis 2003.
Heydar Aliyev a effectué sa première visite officielle en Italie en septembre 1997 et, entre 1998 et 2003, des responsables gouvernementaux italiens se sont rendus en Azerbaïdjan, ce qui a permis de signer des accords de coopération dans différents domaines. Les ambassadeurs italiens en Azerbaïdjan ont déclaré que les visas pourraient bientôt être levés entre deux pays.  En avril 1999, l'Italie a ouvert un nouveau bâtiment de l'ambassade d'Italie à Bakou.

## Relations économiques
L’Italie est devenue le premier partenaire commercial de l’Azerbaïdjan pour l’importation de pétrole brut et de produits pétroliers : l’Azerbaïdjan exporte 51,9% de ses hydrocarbures vers l’Italie depuis 2003. L’Italie exporte principalement vers l'Azerbaïdjan des tuyauteries pour le secteur pétrolier, du tabac, du cuir et de l’ameublement. Les visites des ministres de l'évolution économique des deux pays en 2007 ont abouti à la signature d'accords de coopération  entre l'Azerbaïdjan et l'Italie dans le secteur du gaz naturel.

## Coopération pétrolière

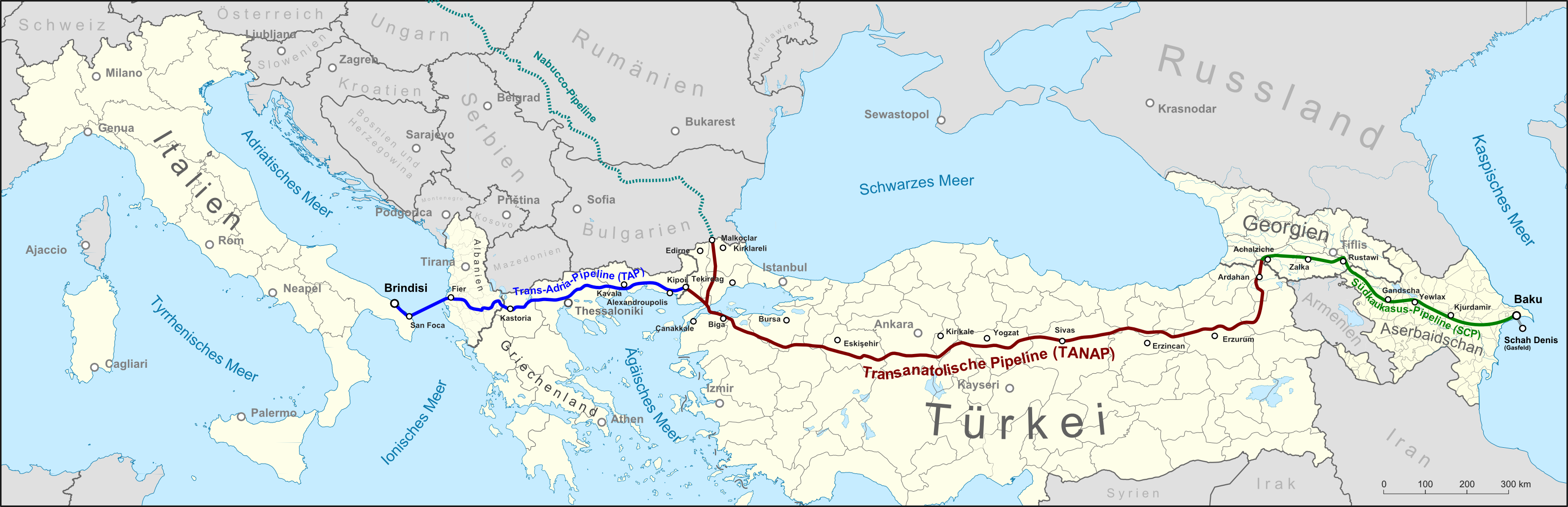
Tracé du gazoduc trans-adriatique inauguré en 2020.

En 2005, l’Azerbaïdjan a exporté 50% de son pétrole en Italie. La société italienne Eni-Agip, propriétaire de 5% du contrat du siècle, participe à la construction de l'oléoduc Bakou-Tbilissi-Ceyhan. Un certain nombre d'autres sociétés en Italie ont également participé à la construction du gazoduc sur la base du contrat. La cérémonie d'ouverture officielle a eu lieu en juillet 2006. Eni-Agip est également active dans le projet Shah deniz et dans le champ pétrolifère Kyurdafchy. En juin 2013, il a été décidé que le gazoduc trans-adriatique (TAP) relierait l'Azerbaïdjan, via la Turquie et la Grèce, au sud de l'Italie. Il est inauguré en novembre 2020.

## Coopération dans le domaine de la viticulture
L'Azerbaïdjan envisage également de collaborer avec la société italienne Vivai Cooperativi Rauscedo dans le domaine de la viticulture. Le manuel italien Vivai Cooperativi Rauscedo et, afin d'échanger leurs expériences, a invité des responsables du ministère de l'Agriculture de l'Azerbaïdjan chargé de l'économie en Italie.

## Relations culturelles

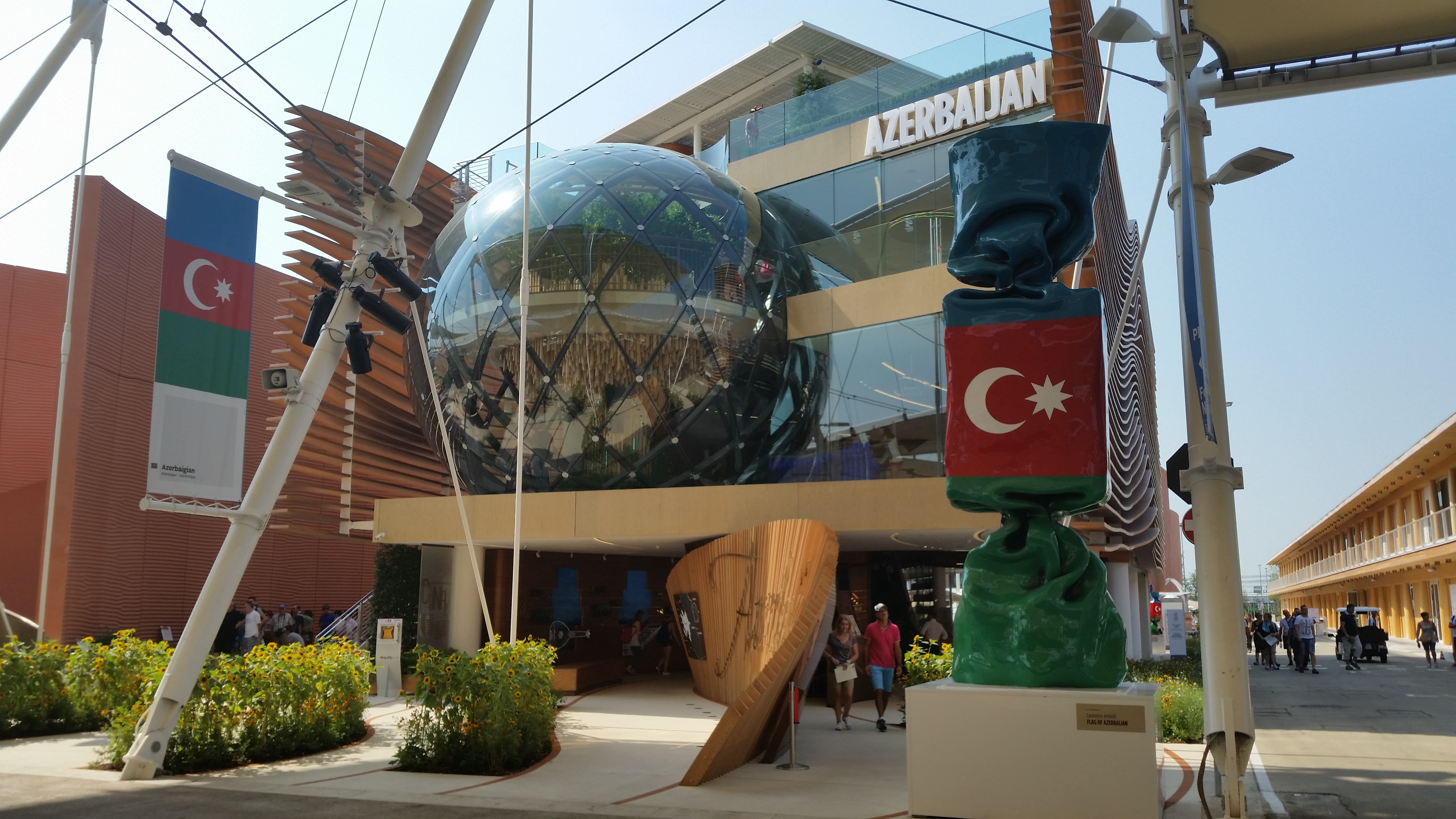
Pavillon de l'Azerbaïdjan à l'exposition universelle de 2015 à Milan.

Au cours de l'ère soviétique, en 1972, la ville d'Italie, Naples, et la capitale azerbaïdjanaise, Bakou, ont été déclarées villes sœurs. Depuis ce temps, les liens culturels entre l'Italie et l'Azerbaïdjan se sont intensifiés, mais les relations entre deux pays ont une longue histoire, ce qui ressort des voyageurs en visite en Azerbaïdjan au Moyen Âge (y compris Marco Polo) et du livre de Nasraddin Tusi Interprétation des Eléments d'Euclide, traduit en latin et publié en 1594 à Rome. Il existe différentes peintures de peintres italiens célèbres dans les musées d'Azerbaïdjan, et de nombreux tapis et articles de bijouterie fabriqués en Azerbaïdjan se trouvent dans différents musées et collections privées en Italie. Depuis la fin du XIXe siècle et le début du XXe siècle  à Bakou, différents bâtiments ont été construits par de célèbres architectes italiens. Les œuvres de Dante et de Pétrarque ont été traduites en azerbaïdjanais et publiées en grande quantité. Certains chanteurs légendaires de l'Azerbaïdjan tels que Bul-Bul et Muslim Magomayev ont maîtrisé les bases de l'art de l'opéra en Italie. De nombreux événements culturels ont eu lieu dans les deux pays. L’Italie fait partie des pays qui fournissent une aide humanitaire à l’Azerbaïdjan. L’accord sur l’aide humanitaire entre l’Azerbaïdjan et l’Italie, signé le 1 er juin 2005, vise à atténuer la dureté des vies des réfugiés et des personnes déplacées internes installés en Azerbaïdjan. Le gouvernement italien a également aidé un certain nombre d'institutions médicales et sociales en Azerbaïdjan.